# Růženec

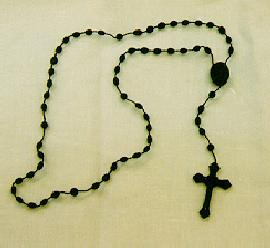
Růženec, praktická pomůcka k počítání dílčích modliteb růžence

Růženec (latinsky rosarium, „Zahrada růží“) je meditativní opakovací modlitba široce rozšířená mezi katolíky. Je považována za tradiční symbol římskokatolické církve a významný prvek mariánské úcty.
Jako růženec se označuje též pomůcka, která má podobu šňůrky s navlečenými korálky a křížkem, která slouží k tomu, aby se modlící nemusel rozptylovat počítáním jednotlivých dílčích modliteb. Tato pomůcka má i úspornější podoby, například růžencový prstýnek.

## Historie růžence

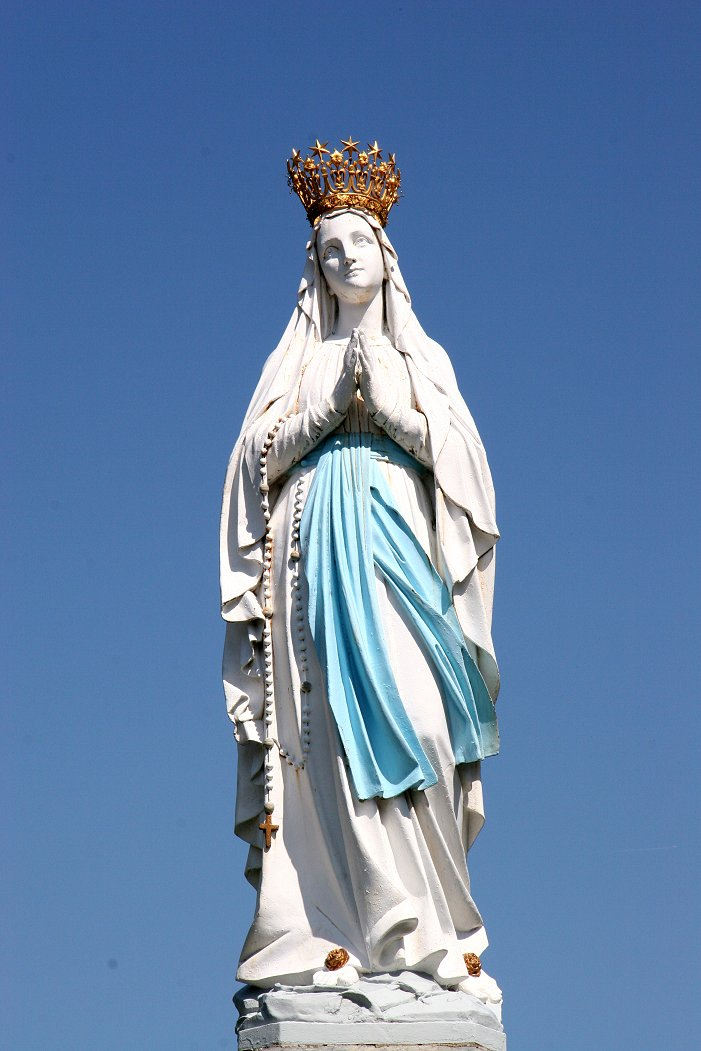
Panna Maria Lurdská bývá zobrazována s růžencem

Původ růžence jako modlitebního počitadla je raně středověkého původu, autorství mariánské modlitby a ustáleného pořadí je spojováno se sv. Dominikem. O autorství této modlitby se vede od 80. let 19. století učená diskuse, kterou rozpoutal bollandista Thomas Esser. Po čtyřech desítkách let přijala tuto skutečnost i katolická církev.
Používání kamínků překládaných z hromádky na hromádku nebo uzlů, semen atd. na provázku za účelem počítání modliteb je starší než vlastní růženec. Zpočátku také nebylo spojeno s modlitbou Zdrávas Maria. Obě tradice byly sjednoceny ve středověku. Vliv měly také tzv. Mariánské žaltáře, které vznikly kolem roku 1130. Nejstarší formy mariánských růženců jsou známy z druhé poloviny 12. století až první poloviny 13. století z klášterů benediktinů a zejména cisterciáků, jejichž chrámy byly zasvěceny Panně Marii. Tak se růženec vyvíjel souběžně jak v latinském, tak v německém jazykovém prostředí.
Původním záměrem bylo vytvořit pro laiky přístupnou modlitbu napodobující žaltář, který byl velmi rozšířenou pobožností v klášterech. Zvyk se rozšířil zejména v cisterciáckých a kartuziánských klášterech. Opakovaná mariánská modlitba je tedy náhradou žalmů, které si lidé nemohli zapamatovat, proto nahradili jejich počet (150) vhodným jednoduchým vzýváním Panny Marie. Nejstarší formy růžence se ale ještě lišily od toho, co známe dnes. Proměňovalo se nejen pořadí modliteb a jejich obsah, ale i modlitby samotné. Dnešní zvyk recitovat padesát zdrávasů rozdělených do pěti "desátků" zavedl na přelomu 14. a 15. století kartuzián Jindřich z Kalkaru; další kartuzián, Dominik Pruský, tehdy k jménu Ježíš připojoval krátké popisy událostí z Ježíšova života, jejichž počet omezil Dominikův spolubratr v trevírské kartouze Adolf z Essenu na patnáct. Tak získal růženec svou dnešní podobu.
Základní modlitba růžence – Zdrávas Maria – získala svoji dnešní podobu na přelomu 15. a 16. století, kdy byl k biblickému textu Zdrávasu připojen dovětek "Svatá Maria, matko Boží...". Tehdy se také věřící začali sdružovat do růžencových bratrstev a byly zahájeny růžencové slavnosti s procesím, mj. na obranu proti reformaci.
V roce 2002 narušil onu původní symboliku čísla 150 papež Jan Pavel II. apoštolským listem Rosarium Virginis Mariae, který zavádí další (čtvrtou a nepovinnou) část růžence – tajemství růžence světla. Papežovým záměrem bylo pomoci k "plnému odhalení kristologického rozměru růžence"; do modlitby růžence se tak dostává i hlásání Božího království, jež bylo Ježíšovým hlavním záměrem. Tento doplněk narazil na zásadní nesouhlas především mezi tzv. tradičními katolíky, kterým vadil v symbolické i teologické rovině. Právě kvůli těmto symbolickým a teologickým problémům by se podle nich katolíci měli „růženci světla“ vyhnout. Čtvrtý růženec ale nebyl plně přijat ani ve zbytku Římskokatolické církve, pročež se růženci světla dostalo jen omezeného rozšíření a používání a mnoho farních komunit se bez něj zcela obejde a modlí se výhradně klasické schéma růžence se trojími tajemstvími.[zdroj?]

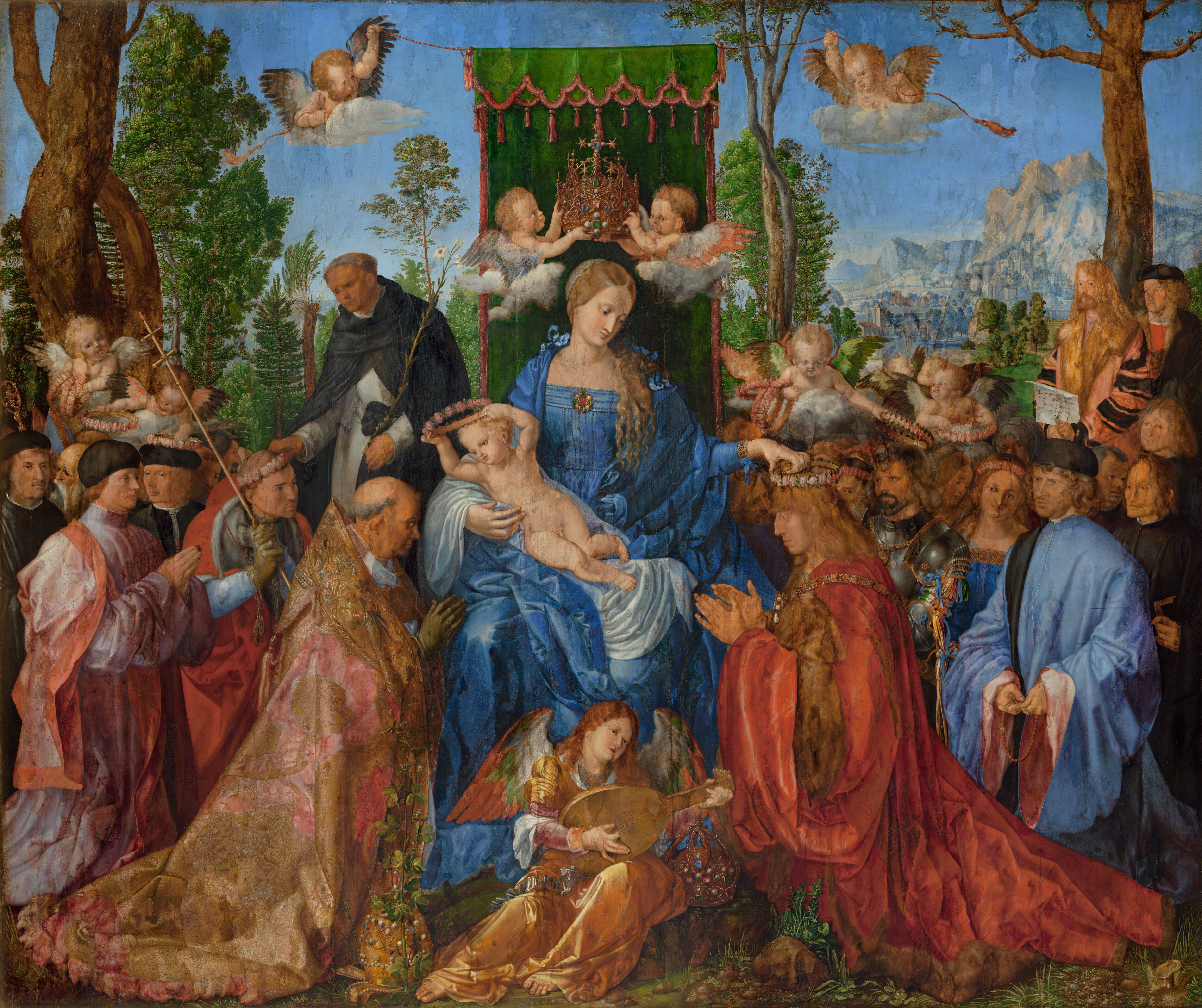
Albrecht Dürer: Růžencová slavnost, 1506, Národní galerie v Praze

## Typy růžencových modliteb
V katolickém prostředí existuje řada typů opakovaných modliteb. Vedle růženců jsou to např. tzv. korunky nebo litanie. Některé jsou dosud užívány, jiné zapomenuty a některé jsou dílem církví nikdy neschválené lidové zbožnosti. Mezi církevně neschvalované růžence patří např. Růženec ke cti sv. Anny, k církví doporučeným modlitbám růžencového charakteru naopak patří např. Korunka k Božímu milosrdenství.
Poutní kancionál pro české a moravské diecéze uvádí růženec andělský, růženec radostný, růženec bolestný, růženec slavný, korunku Pána Ježíše, korunku Panny Marie neboli růženec sv. Brigity, růženec sv. Josefa a růženec sedmibolestné Panny Marie. Vedle toho zavedl papež Jan Pavel II. v roce 2002 růženec světla. Starší literatura zná i další jako např. růženec o Pochválen buď Pán Ježíš a růženec o nejsladším Jménu Ježíš, jejich vhodnost je sporná. Různé růžence se liší počty modliteb, tzv. tajemstvími vkládanými po jménu Ježíš a také někdy používají odlišné speciální pomůcky nazývané stejně jako modlitba sama – růžence.
S modlitbou růžence jsou spojeny plnomocné odpustky pod podmínkou, že se ho věřící modlí ve společenství, ať již rodinném, řeholním či jiném, že je růženec recitován nahlas a recitace je spojena se zbožnou meditací o jeho tajemstvích, přičemž tajemství musí být obvyklým způsobem ohlašována. Pro získání plnomocných odpustků postačuje modlitba o pěti desátcích, nesmí být ale přerušována. Pokud nejsou tyto podmínky dodrženy, vztahují se na jiné formy modlitby růžence částečné odpustky. Východní církve, které růženec neznají, mohou namísto růžence obdařit stejnými odpustky jiné modlitby k Panně Marii, např. akafist. 

## Struktura radostného, bolestného, slavného růžence a růžence světla

### Nejrozšířenější způsob recitace
Po úvodu složeném z Apoštolského vyznání víry, otčenáše a tří modliteb Zdrávas Maria, do kterých se přidávají za jméno Ježíš postupně tři vedlejší věty (1.„...v kterého věříme“ 2.„...v kterého doufáme“ 3.„...kterého nade všechno milujeme“), které ukazují na tři božské ctnosti, zakončeném krátkou modlitbou Sláva Otci, následuje pět desátků a celý růženec je pak zakončen modlitbou Zdrávas Královno.
Desátek růžence se skládá z Otčenáše, pak následuje desetkrát Zdrávas Maria, do které se za jméno Ježíš obvykle vkládá jedno „tajemství“, čili některý důležitý moment z Ježíšova života (pozemského i nebeského). Toto tajemství může být zmíněno i jen v prvním Zdrávasu, popřípadě před vlastním desátkem. Celý desátek je zakončen oslavnou modlitbou Nejsvětější Trojice (Sláva Otci …), po kterém následuje tzv. fatimský dodatek: „Pane Ježíši, odpusť nám naše hříchy, uchraň nás pekelného ohně a přiveď do nebe všechny duše, zvláště ty, které tvého milosrdenství nejvíce potřebují.“.

### Dominikánský způsob recitace
Dominikánský způsob recitace se liší v úvodu a závěru celého růžence. Dále, po Druhém Vatikánském koncilu, se za jméno Ježíš nevkládají „tajemství“, ta jsou ohlášena na začátku každého desátku.

### Předmět modlitby
V radostném růženci se medituje nad Ježíšovým životem od početí po nalezení v chrámě (12 let), v bolestném nad jeho umučením, ve slavném nad zmrtvýchvstáním, sesláním Ducha svatého a nanebevzetím Panny Marie a v růženci světla nad různými událostmi z doby Ježíšova veřejného působení.
Recitovaná společná modlitba růžence zabere obvykle asi dvacet minut. K římskokatolické tradici patří tato modlitba před začátkem mše svaté. Před liturgickou reformou Druhého vatikánského koncilu nebyli věřící příliš zapojeni do mše svaté, proto se doporučovalo během mše se modlit růženec.
Tři růžence obsahují celkem 150x Zdrávas Maria, tedy stejně jako je žalmů v Bibli. Růženec se tak stal alternativou rozjímavých modliteb mnichů, kteří rozjímali nad žalmy; tato alternativa byla o mnoho jednodušší a tím přístupnější pro široký okruh křesťanů.

#### Růžencová tajemství
- Tajemství radostná:

1. kterého jsi z Ducha svatého počala,
2. s kterým jsi Alžbětu navštívila,
3. kterého jsi v Betlémě porodila,
4. kterého jsi v chrámě obětovala,
5. kterého jsi v chrámě nalezla.
- Tajemství bolestná

1. který se pro nás krví potil,
2. který byl pro nás bičován,
3. který byl pro nás trním korunován,
4. který pro nás nesl těžký kříž,
5. který byl pro nás ukřižován.
- Tajemství slavná

1. který z mrtvých vstal,
2. který na nebe vstoupil,
3. který Ducha svatého seslal,
4. který tě, Panno, do nebe vzal,
5. který tě v nebi korunoval.
- Tajemství světla

1. který byl pokřtěn v Jordánu,
2. který zjevil v Káně svou božskou moc,
3. který hlásal Boží království a vyzýval k pokání,
4. který na hoře proměnění zjevil svou slávu,
5. který ustanovil Eucharistii.

### Obvyklé schema výběru růžence dle dne v týdnu
Tradiční schéma (bez růžence světla):
Tradiční schéma pevně přiděluje konkrétní desátky na pondělí až sobotu a nedělní výběr modifikuje podle liturgického období.
- radostná tajemství v pondělí a čtvrtek, v adventu a vánoční době do Křtu Páně;
- bolestná tajemství v úterý a pátek, v postní době;
- slavná tajemství ve středu, sobotu a neděli, v době velikonoční do Letnic;

Schéma s růžencem světla:
Obecně nemají tak pevný rámec a řídí se rozličnými lokálními doporučeními a zvyklostmi, které někdy respektují a někdy nerespektují (ostatně jen velmi volné) doporučení Jana Pavla II. z Rosarium Virginis Mariae:
- tajemství radostného v pondělí a sobotu;
- tajemství růžence světla ve čtvrtek;
- bolestná tajemství v úterý a pátek;
- slavná tajemství ve středu a neděli.[11]

### Sedmibolestný a sedmiradostný růženec
Vedle tradičních růžencových tajemství a desátků zmíněných výše existuje ještě např. růženec sedmibolestný a sedmiradostný. Oba tyto typy jsou schváleny církví.
Sedmibolestný růženec je spojen se svátkem Panny Marie bolestné (15. září). Předmětem rozjímání při tomto růženci je tzv. sedm bolestí Panny Marie. Sedmibolestný růženec se zrodil v řádu servitů. V průběhu staletí byl potvrzen více papeži a za splnění určitých podmínek jsou s ním spojeny i odpustky.
Růženec začíná stejným způsobem jako růženec klasický. Poté však nenásledují úseky 5 × 10 zdrávasů, ale 7×7 zdrávasů, s těmito vedlejšímu větami:
1. kterého utrpení ti bylo Simeonem zvěstované,
2. s kterým jsi utekla do Egypta,
3. kterého jsi s bolestí tři dny hledala,
4. který se s tebou setkal na křížové cestě,
5. kterého jsi viděla umírat na kříži,
6. kterého mrtvé tělo jsi držela v náručí,
7. kterého jsi s bolestí do hrobu položila.
Mezi jednotlivé úseky se stejně jako v běžném růženci vkládají modlitby Sláva Otci, Otčenáš, příp. Fatimský dodatek. Na konci růžence se místo Zdrávas královno recituje modlitba k bolestné Panně Marii.
Kromě sedmibolestného růžence existuje taktéž sedmiradostný růženec, jenž se vyvinul ve františkánském prostředí. Uctívá se při něm sedm radostí Panny Marie:
1. kterého jsi, Neposkvrněná Panno, s radostí z Ducha svatého počala,
2. s kterým jsi, Neposkvrněná Panno, s radostí Alžbětu navštívila,
3. kterého jsi, Neposkvrněná Panno, v Betlémě porodila,
4. kterého jsi, Neposkvrněná Panno, třem králům ke klanění představila,
5. kterého jsi, Neposkvrněná Panno, s radostí v chrámě nalezla,
6. kterého jsi, Neposkvrněná Panno, zmrtvýchvstalého s radostí první pozdravila,
7. který tě, Neposkvrněná Panno, na nebe vzal a Královnou nebe i země korunoval.
Pro modlitbu těchto růženců se vyrábí zvláštní růžence (rozuměj předměty) se 7×7 zrníčky.

## Růženec v učení sv. Ludvíka z Montfortu
Horlivým šiřitelem růžence byl Sv. Ludvík. Psal o něm ve svých dílech pojednávajících o úctě k Panně Marii – zejména O pravé mariánské úctě (ztraceno, objeveno roku 1843) a Tajemství svatého růžence, které se staly stěžejními pojednáními mariologie – tu bychom v podání sv. Ludvíka mohli shrnout jako cestu k Ježíši skrze Marii. Další jeho významná díla jsou Tajemství Mariino, Bůh Sám a List přátelům Kříže. Svatý Ludvík během svého života horlil proti bludům jansenistů. Ti mj. označovali mariánskou úctu za nehodnou vzdělaných lidí – vhodnou, dle jejich mínění, jedině pro ženy a slabomyslné. Je důležité podotknout, že jansenisté mariánskou úctu zcela nezavrhovali tak, jako protestanté. 

## Růženec jako předmět

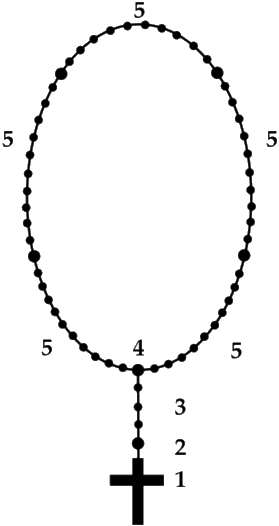
Použití růžence k počítání modliteb: 1) Apoštolské vyznání víry, 2) otče náš, 3) třikrát Zdrávas Maria, 4) Sláva Otci, 5) pět částí pro Otče náš: vždy desetkrát Zdrávas Maria a jedno Sláva Otci

Aby věřící nemusel soustředit svou pozornost na počítání, existují technické pomůcky nazývané stejně jako modlitba – růžence. Růženec má podobu smyčky ze šňůrky nebo řetízku, na které je navlečeno pět nebo sedm skupin po deseti korálcích oddělených vždy větším korálkem s větší mezerou na obou stranách. Z jednoho většího korálku je odbočka se skupinou tří malých korálků následovanou jedním velkým a zakončená křížem. Při modlitbě se člověk snadno orientuje hmatem a mysl může plně soustředit na modlitbu. Podle počtu korálků se růžence nazývají sedmidesátkové nebo pětidesátkové.
Jednodušší provedení v podobě prstenu obsahuje jen jeden desátek – deset malých a jeden větší výstupek, obvykle v podobě křížku.

## Materiály
Korálky růžence byly ode dávna skládány z materiálů různého původu:
- z přírodnin rostlinného původu: dřevo, fosilní dřevo zvané lignit, či gagát, fosilní pryskyřice jako jantar, od 17. do raného 20. století tvrdá semena, například mahagonu Melia azedarach nebo klokočí, také suché plody kotvice nebo pecky třešní.
- z textilií: konopný provaz (růžence mnichů žebravých řádů), z kroucené bavlněné nebo hedvábné šňůry, z dracounu.
- z přírodnin živočišného původu: soustružený a vrtaný mořský korál, perleť, slonovina či kost evropských savců (do bolestného růžence se vkládaly z kosti řezané plastické rány Kristovy, tj. miniaturní ruce a nohy s vyznačenými stigmaty, také Adamova lebka jako memento mori a symbol prvního hříchu vykoupeného Kristovou obětí, dále jsou korálky z pálené hlíny či ze skla, průhledného nebo barevného.
- z minerálů, polodrahokamů i drahokamů:(mramor, horský křišťál, achát, karneol, lapis lazuli, jaspis), český granát, almandin, ale i ametyst nebo safír.
- z drahých kovů tepané a zlacené kuličky ze stříbra, zlata nebo jen filigránové, někdy s použitím smaltu, z dalších kovů nebo slitin cín, bronz či mosaz, z téhož materiálu bývá křížek nebo svěcená medailka- svátostka.
- moderní průmyslová výroba: sklo, plast, hliník (často užívaný na růžencové prsteny) nebo dřevo, korálky spojují očka kovového řetízku.

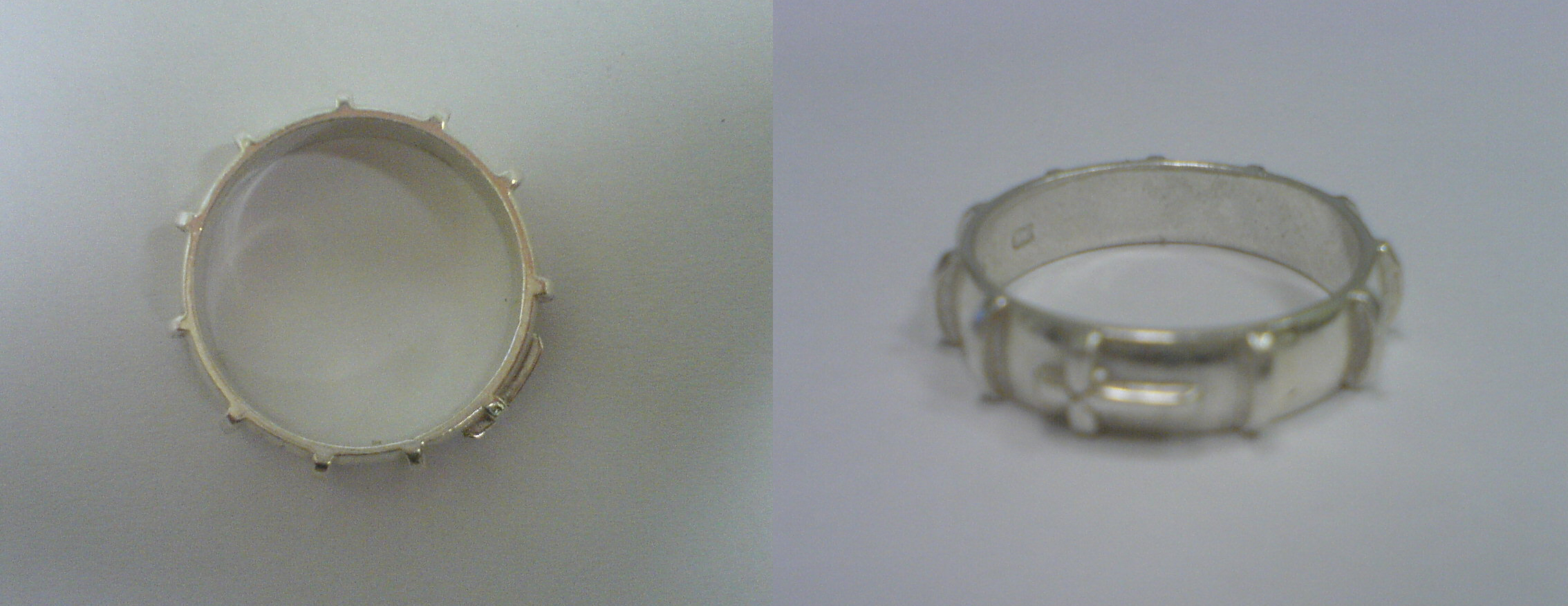
Růžencový prstýnek

## „Růženec“ v jiných církvích a náboženstvích

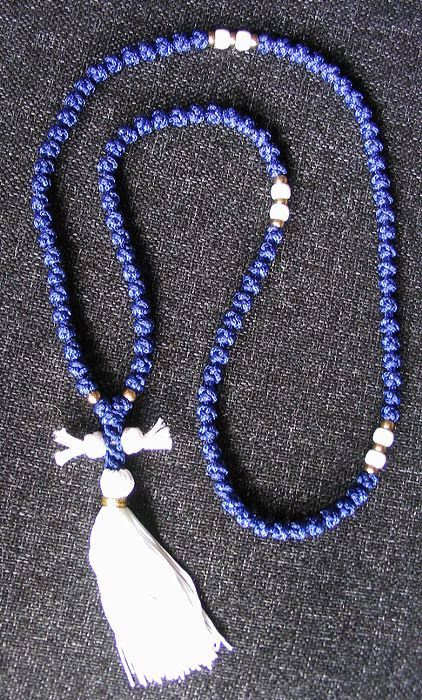
Řecká šňůrka se 100 uzlíčky a křížkem zvaná komboskini

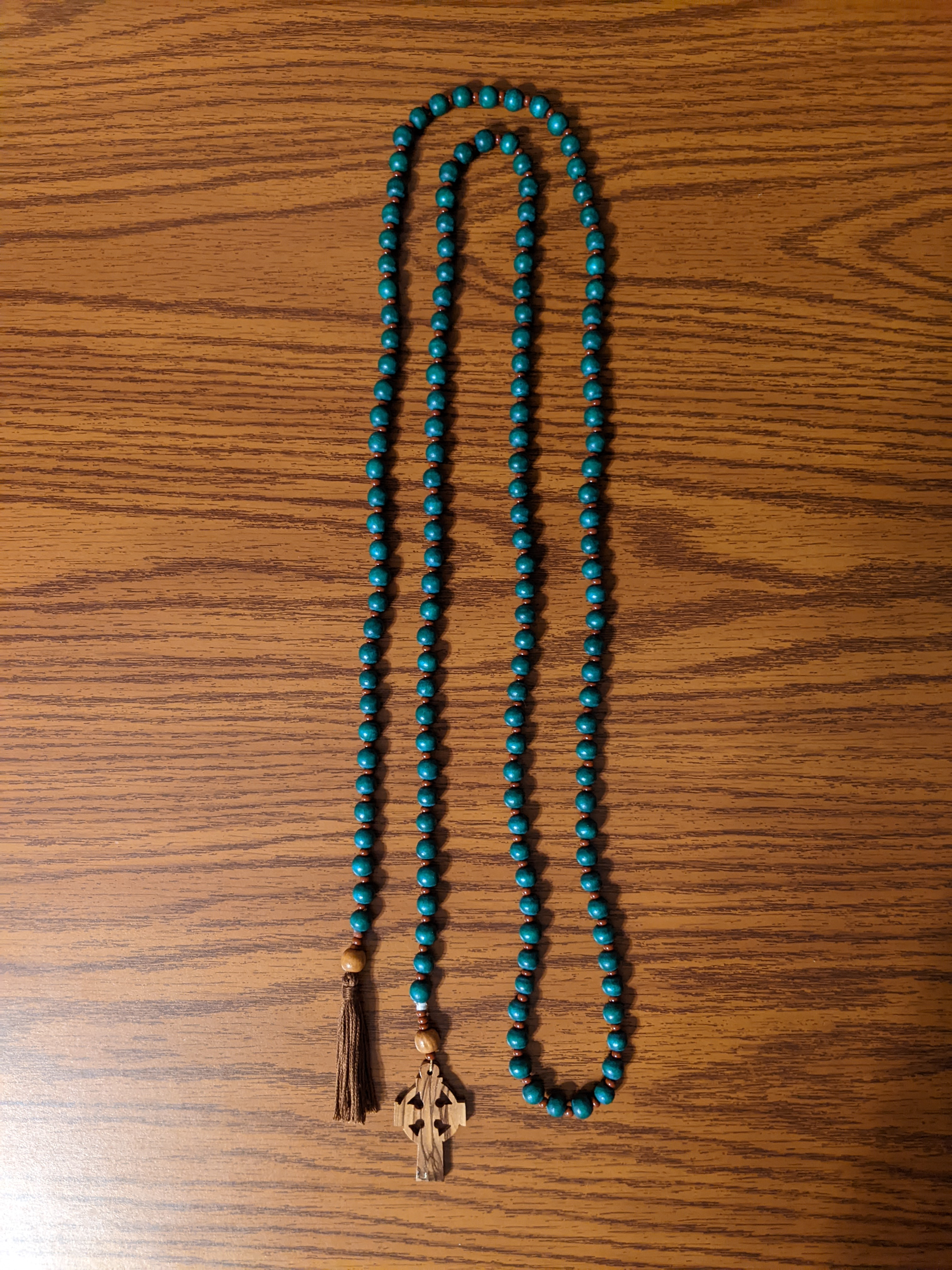
Anglikánský "Paternoster Cord"

Modlitby podobné růženci nevyužívá pouze katolická církev, ale i některé jiné křesťanské církve. Podobné pomůcky jsou doloženy i z jiných náboženství.
Ve východním křesťanství se místo kuliček často používá šňůrka s určitým počtem uzlů (10, 33, 50, 100 nebo 500) a křížem, která má v jednotlivých zemích své vlastní názvy, zrnka pak na ní slouží pouze k oddělení jednotlivých sekcí. Na uzlíčcích se modlí jedna z nejběžnějších modliteb užívaných na východě (jak pravoslavnými, tak katolíky) – Ježíšova modlitba: „Pane Ježíši Kriste, Synu Boží, smiluj se nade mnou hříšným.“ Tato modlitební pomůcka nemá tak přesně danou formu jako západní růženec, takže sekce mohou být děleny např. po 10 nebo 25 uzlíčcích.
Anglikánská církev má svou vlastní variantu modlitby růžence, nezmiňující Pannu Marii. Má 4x7 zrnek, rozdělených do skupin, které se nazývají weeks, tj. týdny. Před každou skupinou je jedno větší zrnko, takže růženec má dohromady 33 zrnek (podle tradice Kristův věk). Namísto Zdrávasu je na malých zrnkách použita Ježíšova modlitba. Na větších zrnkách se modlí Otčenáš. Kromě toho se anglikáni jako soukromou pobožnost modlí i klasický katolický růženec. Neužívají však při něm zpravidla tajemství světla a fatimský dodatek.
V anglikánské církvi se rovněž udržela stará tradice modlitby stopadesáti Otčenášů, k jejichž počítaní se používá tzv. Paternoster Cord (též Paternoster Beads, srv. také páteřík) podobný růženci.
Růženec v katolickém formátu doporučují i některé luteránské církve, pouze požadují, aby se všechny Zdrávasy nahradily za Ježíšovy modlitby. Ponechán je pouze první Zdrávas z každého desátku, ten je ale recitován bez druhé části (tj. jenom po „a požehnaný plod života Tvého, Ježíš“) a následuje za ním tajemství. Závěrečná modlitba je nahrazena za Magnificat. Růženec je tak založen převážně na novozákonních textech.
V islámu je velmi rozšířena pomůcka zvaná tasbih nebo misbaha, má 99 zrnek a modlící se muslim při této modlitbě rozjímá nad jmény Alláha, kterých je dle muslimské tradice právě 99. Z islámu převzal podobnou praktiku také sikhismus.
Růženci je podobná také buddhistická mála, která slouží k počítání manter – má nejčastěji 108 zrnek. Stejná pomůcka se používá i v hinduismu, kde se mimo manter mohou opakovat také jména božstev. Mála je pokládána za velmi důležitou meditační pomůcku.